# Коростенский хлебозавод
Коростенский хлебозавод (укр. Коростенський хлібозавод) — предприятие пищевой промышленности в городе Коростень Житомирской области.

## История
Коростенский хлебный завод был создан в 1948 году в соответствии с четвёртым пятилетним планом восстановления и развития народного хозяйства СССР и в советское время входил в число ведущих предприятий города.
После провозглашения независимости Украины завод перешёл в ведение государственного комитета пищевой промышленности Украины, в дальнейшем государственное предприятие было преобразовано в открытое акционерное общество.
В марте 1995 года Верховная Рада Украины внесла завод в перечень предприятий, приватизация которых запрещена в связи с их общегосударственным значением.
В 2006 году положение предприятия осложнилось в связи с конкуренцией с хлебокомбинатами Киева (продажа продукции которых началась в Житомирской области). В 2007—2008 годы хлебозавод инвестировал 1,5 млн. гривен в модернизацию производства, в результате которой было модернизировано хлебопекарное оборудование.